# Euphorbia sciadophila
Euphorbia sciadophila är en törelväxtart som beskrevs av Pierre Edmond Boissier. Euphorbia sciadophila ingår i släktet törlar, och familjen törelväxter. Inga underarter finns listade i Catalogue of Life.